# L'Escadron blindé
L'Escadron blindé (sous-titré Chronique de la période des cultes ; Tankový prapor. Fragment z doby kultů) est un roman humoristique et satirique de l'écrivain tchèque Josef Škvorecký. 
Il raconte les aventures d'un jeune docteur en philosophie, Danny Smiřický, enrôlé dans l'armée tchécoslovaque socialiste en pleine période du stalinisme. Comme beaucoup d'œuvres de Škvorecký, le roman est interdit par la critique officielle et ne peut paraître qu'à l'exil. Pour son utilisation du langage parlé, ainsi que l'irrévérence avec laquelle il traite la vie militaire, le roman a souvent été comparé au Brave Soldat Chvéïk de Jaroslav Hašek.

## Résumé
Le roman est divisé en neuf chapitres, relatant chacun de façon burlesque l'absurdité de la vie militaire dans l'armée tchécoslovaque socialiste - dite « l'armée populaire démocratique » -, ainsi que l'hypocrisie du système totalitaire essayant d'imposer à tout un chacun une pensée et un langage profondément artificiels.
L'adjudant Smiřický passe les derniers mois de son service obligatoire de deux ans dans la base militaire à Kobylec. Avec ses compagnons d'armes - sergent Žloudek, caporal Střevlíček et cavalier Bamza, il participe sans enthousiasme aux exercices militaires de routine, telles les attaques nocturnes contre l'ennemi capitaliste où les chars T-34 détruisent les imaginaires Sherman américains. Or, nous sommes en 1953, en pleine époque du stalinisme (la mention des cultes dans le sous-titre fait clairement référence au contexte politique) et le service militaire peut être prolongé de six mois à tout moment si les conscrits semblent peu enclins à représenter fidèlement l'homme nouveau du socialisme réel. Danny Smiřický, docteur en philosophie dans la vie civile (titre qui déplaît à ses supérieurs qui le soupçonnent de mépriser la classe ouvrière au pouvoir), est alors chargé d'organiser la vie culturelle des soldats - notamment en vérifiant leur connaissance d'œuvres de Lénine et d'autres auteurs de la propagande. Heureusement, tout le monde néglige son devoir militaire, des sergents aux simples soldats de rang et Smiřický peut ainsi, plutôt que d'œuvrer pour le travail culturel de masse, entamer une liaison avec la femme de son supérieur Pinkas, la belle Janinka aux yeux tristes. Le seul qui continue à se montrer exemplaire est le commandant Borovička, appelé « P'tit Méphisto », et dont les vociférations idéologiques atteignent la perfection. Cependant, il n'échappera pas à son destin...
Les dernières lignes du roman
« Qu'est-ce que vous m'avez foutu là-dedans, les gars ?, dit le chauffeur. Il posa le reste de sa côtelette de porc sur la carrosserie, arrêta le moteur et commença à retirer le tuyau. Ma pompe est bouchée !
Le cuisinier accourut à la rescousse et l'aida à remonter le lourd tuyau. Un objet noir était bloqué dans l'ouverture de la pompe. Ils le retirèrent et constatèrent que c'était une botte d'officier extraordinairement petite. »

## Personnage principal
Daniel (Danny) Smiřický, personnage principal de L'Escadron blindé, est une figure récurrente des romans de Škvorecký et largement autobiographique. Danny est un jeune homme cynique et désabusé, grand admirateur de jazz et de la culture américaine, homme intelligent et doté d'un talent littéraire certain. Il assiste avec passivité et scepticisme aux événements historiques de son pays, telle la Seconde Guerre mondiale, la libération par l'Armée rouge, le coup d'État et le régime communiste… Sans adhérer au Parti politique dirigeant, il sauvegarde malgré tout les apparences pour ne pas être menacé par le régime. C'est un anti-héros, dont certains traits permettent de le rapprocher des personnages de Henry James ou Robert Musil. On découvre ses aventures de jeunesse dans Les Lâches, roman relatant la résistance tchécoslovaque à la fin de la Seconde Guerre mondiale. Danny n'est alors qu'un adolescent naïf qui, beaucoup plus que de la révolution, rêve de conquêtes féminines. On le retrouve dans La Chouette Saison où, étudiant en philosophie, il essaie désespérément de perdre sa virginité, avant d'être témoin du coup d'état communiste de 1948 dans La Fin de l'âge de nylon.
Dans L'Escadron blindé, Danny est déjà docteur ès philosophie. Son cynisme s'est considérablement aggravé depuis qu'il a été enrôlé dans l'armée au service de l'escadron blindé. Pour Danny, l'armée est à la fois un lieu qui permet aux militaires de porter la technique de la « vocifération idéologique » à son degré de perfection, mais c'est aussi une occasion pour un « paisible je-m'en-foutisme » face au monde incertain et incompréhensible des civils.
La série Danny se clôt avec Miracle de Bohême, roman policier où Danny, professeur en civil, enquête après un fait divers mystérieux, ayant conduit le pouvoir communiste à une dure répression contre l'Église catholique et L'Ingénieur des âmes humaines où Danny, à l'instar de son auteur, occupe le poste de professeur universitaire à Toronto et songe avec nostalgie à ses compatriotes, restés dans le pays.

## Publication
Écrit en 1954, le roman parait sous forme d'extraits dans des revues tchèques mais est rapidement interdit par la critique officielle et mis au pilon. Traduit en 1969 par François Kérel, il est publié pour la première fois à Paris par les éditions Gallimard. En tchèque, il ne peut paraître qu'en 1971 à Toronto - après le départ de Škvorecký et de sa femme, écrivain et actrice Zdena Salivarova, en exil. Il s'agit alors de la toute première publication de 68 Publishers, maison d'édition fondée par le couple Salivarová-Škvorecký et spécialisée dans la publication des auteurs tchèques interdits dans leur pays d'origine. 
La préface du roman est alors écrite par l'acteur et le metteur en scène tchèque Jiří Voskovec. Le roman ne paraît dans son pays d'origine qu'en 1990, après l'instauration du régime démocratique, et devient rapidement populaire: en 1991, il est porté à l'écran par le réalisateur Vít Olmer (cs), avec dans le rôle principal l'acteur Lukáš Vaculík (cs).
Dans la version française, le roman constitue une trilogie libre avec Les Lâches et Miracle de Bohême, tous publiés chez Gallimard dans la collection Du monde entier.

## Langue
Comme souvent dans ses œuvres, Škvorecký porte une grande attention à la langue et à son utilisation, en retranscrivant fidèlement l'argot des différents milieux sociaux qu'il fréquente : celui des étudiants, militaires, intellectuels exilés... 
Dans L'Escadron blindé, il se base sur la langue tchèque parlée, dont l'utilisation littéraire a été rendue célèbre par l'écrivain Jaroslav Hašek. De ce point de vue, le roman peut être considéré comme un véritable document sur la langue parlée à son époque. Škvorecký mélange également l'argot militaire avec le langage artificiel et vide de sens de la propagande communiste ce qui provoque nécessairement un effet comique.